# صومعه گناهکاران
صومعه گناهکاران (انگلیسی: Convent of Sinners) با نامِ اصلیِ راهبهٔ گناهکار (ایتالیایی: La monaca nel peccato) یک فیلم اروتیک ایتالیایی به کارگردانی جو داماتو است که در سال ۱۹۸۶ منتشر شد. این فیلم بر پایهٔ رمان راهبه اثر دُنی دیدرو ساخته شد. از بازیگران فیلم می توان به ایوا گریمالدی، جسیکا مور، کارین وِل و گابریله تینتی اشاره کرد.